# Rue de Tenremonde
La rue de Tenremonde est une rue de Lille, dans le Nord, en France. 

## Situation et accès
Située dans le quartier de Lille-Centre, la rue de " Tenremonde" relie le Boulevard de la Liberté à la Place Maurice-Schumann. La rue, qui traverse le Square Dutilleul, figure parmi les îlots regroupés pour l'information statistique (IRIS N° 0205 - VIEUX LILLE 5) de Lille, tels que l'Insee les a établis en 1999.

## Origine du nom
Le nom de la rue est celui d'un échevin de Lille, Louis François de Tenremonde qui fit construire son hôtel particulier rue Marais actuelle rue Jean Moulin.

## Historique
L'ouverture de la rue dans les années 1860 au cours de l'agrandissement de la ville à partir de 1858 est contemporaine de celle de la rue Nationale qui a entrainé la suppression d'une ancienne rue de Tenremonde qui reliait la Grande Place au marché au Verjus, celui-ci jouxtant la rue de l'Hôpital-Militaire. 

La rue tracée au sud du canal de la Baignerie, qui sera recouvert en 1879 entre la rue Esquermoise et la place de l'Arsenal (actuelle place Maurice Schumann) pour créer la rue Thiers, prend le nom de la rue supprimée.

La rue fait partie des voies créées à l'intérieur de la ville ancienne (à l'intérieur de l'enceinte de 1670) au cours de la période ayant suivi cet agrandissement avec la rue Nationale ouverte en 1862, la rue Faidherbe en 1870 et la rue Thiers en 1879.